# 湯長谷藩
湯長谷藩（日语：／ Yunagaya-han */?）是一個位於日本陸奧國湯長谷（現福島縣磐城市常磐下湯長谷町）的藩，成立於寬文10年12月3日（1671年1月13日），藩廳是湯長谷陣屋，歷任藩主均是譜代大名和陣屋持，伺候席在寬保元年（1741年）以後為帝鑑間，大名家是內藤家，高峰期石高達一萬五千石，廢藩置縣時為一萬四千石，藩校是致道館。江戶藩邸方面，上屋敷位於麻布百姓町（現東京都港區西麻布希臘駐日大使館），中屋敷位於千駄谷（現東京都澀谷區千駄谷NTT DoCoMo代代木大廈），下屋敷位於麻布古川町（東京都港區南麻布一丁目一帶）。人口方面，根據《藩制一覽》記載，士族和卒族總共110戶439人，平民則是1,905戶7,766人。

## 歷史
寬文6年（1667年），磐城平藩主內藤忠興向江戶幕府老中土屋數直請求，將領內的新田兩萬石分予其次子政亮，對此幕府在寬文10年12月3日（1671年1月13日）批准分予磐前郡和菊多郡合計一萬石新田予政亮（新田分知），翌年擔憂新田收成的忠興將一萬石換成土壤肥沃的江名村（現磐城市江名）和豐間村（現磐城市平豐間）等18村，約6,929石，加上楢葉郡、磐前郡和菊多郡的新田約3,070石。延寶4年（1676年），政亮首次趁任，最初將陣屋定於湯本（現磐城市常磐湯本町），翌年轉移至湯長谷。延寶8年（1680年），政亮在增上寺制伏殺害丹後宮津藩主永井尚長的同族志摩鳥羽藩主內藤忠勝有功，天和2年（1682年）就任大番頭，同年獲加增丹波國冰上郡以及何鹿郡兩萬石。貞享元年（1684年），新田部分換成島村（現磐城市小名濱島）、長孫村（現磐城市常磐長孫町）、馬玉村（現磐城市常磐馬玉町）、南富岡村（現磐城市小名濱南富岡）、大原村（現磐城小名濱大原和小名濱西君塚町）和岩岡村（現磐城市常磐岩岡町）。貞享4年（1688年），政亮就任大坂定番，獲加增河內國茨田郡三千石。
元祿6年11月7日（1693年12月3日），政亮死去，由親父為堀直行的養子遠山政德繼位。元祿16年（1703年），政德收窪田藩主土方雄隆侄子為養子，他在同年7月繼任為藩主，並且復姓內藤，即內藤政貞。寶永3年（1706年），河內國茨田郡藩領三千石變成幕府領，取而代之獲得菊多郡三千石作為替地。元文3年（1738年），湯長谷藩發佈《鄉村掟書》69條。翌年，在享保13年（1728年）就任馬場先門番的第四任藩主內藤政醇，以需要江戶城詰番用的房間為由，提出希望重歸城主格譜代大名就座的帝鑑間，寬保元年（1741年）獲准。延享4年3月19日（1747年4月28日），磐城平藩本家被移封至日向延岡藩，由於泉藩早於元祿15年7月4日（1702年8月7日）移封至上野安中藩，自此內藤磐城三家僅餘湯長谷內藤家。寶曆11年（1761年），第五任藩主內藤政業因病隱居，由親父為紀州藩主德川宗直的養子繼任，即內藤貞幹。
寬政11年（1799年），肥前唐津藩主水野忠鼎五子成為第八任藩主內藤政徧的養子，並且繼任為第九任藩主，即內藤政璟。文政7年（1824年），出羽鶴岡藩主酒井忠德五子成為政璟的養子，並且繼任為第十任藩主，即內藤政民。安政2年（1855年），信濃松本藩主戶田光庸四子成為政民養子，並且繼任為第十一任藩主，即內藤政恒。同年，片寄平藏在藩領白水村（現磐城市內鄉白水町）彌勒澤發現煤，在得到江戶商人明石屋治右衛門的協助下，湯長谷藩開始進行開採，其後發展成常磐炭田。安政6年（1859年），三河舉母藩主內藤政成之孫成為政恒的養子，並且繼任為第十二任藩主，即內藤政敏。文久3年（1863年），政恒之子內藤政養取代死去的政敏，就任第十三任藩主。
戊辰戰爭時，湯長谷參加了奧羽越列藩同盟，與仙台藩和磐城平藩一同在海岸線戒備，不過就在為了奪回白河城而出陣時，薩摩藩、熊本藩、佐土原藩、岡山藩、柳河藩和大村藩等兩千軍勢在慶應4年6月16日（1868年8月4日）於平潟登陸，在白河城的西軍因此士氣大振，反而一舉攻佔棚倉城和泉城。同年6月29日，岡山藩和佐土原藩開始進攻湯長谷陣屋，政養則與守山藩、棚倉藩等援軍一同抵抗，不過最終敗走至磐城平城。戰後，湯長谷藩由於參加了奧羽越列藩同盟而被減封一千石，明治2年（1869年），大炊御門家孝之子成為政養的養子，繼任為第十四任藩主，即內藤政憲。明治4年7月14日（1871年8月29日），湯長谷藩在廢藩置縣後改組成湯長谷縣，同年11月2日（12月13日）與中村縣、泉縣、磐城平縣、三春縣、棚倉縣以及笠岡縣、小見川縣和多胡縣的一部分合併成平縣，同年11月29日（1872年1月9日）改稱磐前縣，1876年8月21日與若松縣一同併入福島縣。

## 歷任藩主
| 大名家 | 家格            | 藩主名稱 | 石高                         |
| ------ | --------------- | -------- | ---------------------------- |
| 內藤家 | 譜代大名 陣屋持 | 遠山政亮 | 一萬石→一萬二千石→一萬五千石 |
| 內藤家 | 譜代大名 陣屋持 | 遠山政德 | 一萬五千石                   |
| 內藤家 | 譜代大名 陣屋持 | 內藤政貞 | 一萬五千石                   |
| 內藤家 | 譜代大名 陣屋持 | 內藤政醇 | 一萬五千石                   |
| 內藤家 | 譜代大名 陣屋持 | 內藤政業 | 一萬五千石                   |
| 內藤家 | 譜代大名 陣屋持 | 內藤貞幹 | 一萬五千石                   |
| 內藤家 | 譜代大名 陣屋持 | 內藤政広 | 一萬五千石                   |
| 內藤家 | 譜代大名 陣屋持 | 內藤政徧 | 一萬五千石                   |
| 內藤家 | 譜代大名 陣屋持 | 內藤政璟 | 一萬五千石                   |
| 內藤家 | 譜代大名 陣屋持 | 內藤政民 | 一萬五千石                   |
| 內藤家 | 譜代大名 陣屋持 | 內藤政恒 | 一萬五千石                   |
| 內藤家 | 譜代大名 陣屋持 | 內藤政敏 | 一萬五千石                   |
| 內藤家 | 譜代大名 陣屋持 | 內藤政養 | 一萬五千石→一萬四千石        |
| 內藤家 | 譜代大名 陣屋持 | 內藤政憲 | 一萬四千石                   |

## 領地
根據《舊高舊領取調帳》記載，湯長谷藩的領地如下，由於相給的關係，也有可能同時是皇室領、天領、其他藩領、旗本領或寺社領：
| 令制國 | 郡     | 町村 數目 | 領地 | 歸屬 府藩縣     |
| ------ | ------ | --------- | --- | --------------- |
| 磐城國 | 菊多郡 | 6村       | 洞村、中釜戶村、上釜戶村 | 湯長谷縣        |
| 磐城國 | 菊多郡 | 6村       | 井上村、江畑村 | 白河縣          |
| 磐城國 | 菊多郡 | 6村       | 下山田村 | 湯長谷縣 白河縣 |
| 磐城國 | 磐前郡 | 27村      | 岩岡村、下湯長谷村、大原村、關村、馬玉村、水野谷村、長孫村、中藤原村、下藤原村、島村、富岡村、上藤原村、北白鳥村、熊野堂村、南白鳥村、上藏持村、下藏持村、久保村、大利村、榊小屋村、白水村、宮村、高野村、豐間村、江名村、上湯長谷村、上西鄉村 | 湯長谷縣        |
| 丹波國 | 何鹿郡 | 1村       | 私市村 | 湯長谷縣        |
| 丹波國 | 冰上郡 | 2村       | 下竹田村、敕使村 | —               |